# 弁財亭和泉
弁財亭 和泉（べんざいてい いずみ、1976年7月31日 - ）は、落語家。落語協会所属の真打。紋は「かたばみ」、出囃子∶「竹生島」。

## 来歴
1976年、東京都墨田区出身。
2005年8月、三遊亭歌る多に入門し、翌年3月前座となる。前座名は歌すみ。
2009年6月、三遊亭歌扇、柳亭市江、柳家小太郎と共に二ツ目に昇進し、粋歌と改名。2016年12月、第二回渋谷らくご創作大賞を受賞した。
2021年3月下席より柳亭燕三、柳家㐂三郎、九代目春風亭柳枝、三遊亭れん生と共に真打に昇進、弁財亭和泉と改名。
2023年1月下席昼の部、池袋演芸場にて初となる主任公演を務めた。助演には神田茜、三遊亭天どん、入船亭扇辰らが名を連ねる。

## 芸歴
- 2005年8月∶三遊亭歌る多に入門。
- 2006年3月∶前座となる、前座名「歌すみ」。
- 2009年6月∶二ツ目昇進、「粋歌」と改名。
- 2021年3月∶真打昇進、「弁財亭和泉」と改名。

## 人物
夫は同じ落語家の柳家小八。
入門前は食品系の企業で人事担当をしていた。そこでの経験が自身の新作落語にも生かされている。
主に新作落語を演じる。女性という立場を生かした独自の視点による作品が多く、落語評論家の広瀬和生に『「女でも落語ができる」ではなく「女だからこそ面白い落語ができる」との明確なヴイジョンを以って落語の歴史を塗り替える日も近い？』と評されている。
柳亭こみちと仲がいい。「ちょっと立ち話を」のつもりで2時間も話していたこともある。

## 出囃子
- 粋か無粋か（2009年 - 2021年）
- 竹生島（2021年 - ）

## 演目

### 自作
- おじいせん
- オレオレ
- コンビニ参観
- 影の人事課
- 銀座なまはげ娘
- すぶや
- 卒業
- 匿名主婦　只野人子
- とんがりコーンそのまま食べるか？指にはめてから食べるか？
- 夏の顔色
- ヒーロー
- 二人の秘密
- プロフェッショナル

### 他作

#### 三遊亭白鳥作
- 奥山病院奇譚
- 恋するヘビ女
- 座席無き戦い
- バリバリ女子大生
- 落語の仮面シリーズ
  - 第一話「三遊亭花誕生」
  - 第二話「嵐の初天神」
  - 第三話「トキ危機一髪」
  - 第四話「テレビ仮面舞闘会」
  - 第五話「恋する宮戸川」
  - 第六話「あや姫伝説」
  - 第七話「短命からの脱出」
  - 第八話「高座への螺旋階段」
  - 第九話「二人の豊志賀」
  - 第十話「走れ元犬 真打への架け橋」

#### 他作
- 最悪結婚式[注 1]

## メディア

### ラジオ
- すっぴん!（NHKラジオ第一放送）　　コーナー「ひざウチ!ふにオチ!」　プレゼンター　（2018年4月 - 2019年3月）
- 春風亭昇太のラジオビバリー昼ズ（ニッポン放送)　落語応援月間「生放送中に三題噺に挑戦！」(2021年5月19日) - お題は「クラウドファンディング・ニュースキャスター・あい」。

### ポッドキャスト
- 新ニッポンの話芸 ポッドキャスト（ゲスト出演。第85回から第88回）